# Boterletter
Een boterletter, ook wel banketletter genoemd, is een letter, meestal een O-, S-, M- of (op de kop) W, van bladerdeeg, gevuld met spijs. Met drie losse banketstaven (twee verticaal en 1 horizontaal) kan ook de letter H worden gevormd. Dit product wordt in Nederland doorgaans rond het sinterklaasfeest en kerst gegeten.
Banketletters worden reeds vermeld in het boek Max Havelaar uit 1859. Chocoladeletters, die met Sinterklaas ook populair zijn, zijn van latere datum. De boterletter komt voor in het sinterklaasliedje O, kom er eens kijken, bij de opsommingen wat er in de schoen gevonden wordt. Inderdaad, ook: een le-etter va-an banke-et.
De term boterletter is afkomstig van de banketletterversie, waarvan het bladerdeeg gemaakt is met uitsluitend roomboter. Een boterletter gevuld met amandelspijs wordt beschouwd als de originele delicatesse. Een boter- of banketletter gemaakt met het goedkopere banketbakkersspijs, heeft een vulling van spijs gemaakt met ingrediënten als witte bonen en abrikozenpitten.
Om een amandelletter te controleren op peulvruchten doet men een druppeltje jodium op de spijs. Indien de spijs bruin kleurt zit er geen zetmeel in. Zetmeel van peulvruchten en dergelijke kleurt blauw bij toevoeging van jodium.